# When Bess Got in Wrong
When Bess Got in Wrong è un cortometraggio muto del 1914 diretto da Al Christie.

## Produzione
Il film fu prodotto dalla Nestor Film Company.

## Distribuzione
Distribuito dall'Universal Film Manufacturing Company, il film - un cortometraggio di una bobina - uscì nelle sale cinematografiche USA il 30 ottobre 1914.